# Legend B
Pour les articles homonymes, voir Legend.
Legend B ou Legend B. est un groupe de musique électronique allemand des années 1990 et 2000. Ses productions relèvent de la trance et hard trance. Il est principalement connu pour son succès Lost in Love.

## Histoire
La composition du groupe a fluctué. Fondé en 1993, il s'agit d'abord d'un trio composé de Peter Blase, Jens Ahrens et Jay Frog. Le groupe devient un duo en 1999 lorsque Jens Ahrens quitte la formation.

## Production

### Sorties
Le groupe a été peu productif, avec seulement cinq singles et deux EP à leur actif, tous chez le label allemand 3 Lanka, du producteur Armin Johnert, sauf le dernier EP de 2001, sorti chez N-Vertigo. Néanmoins, leur grand succès de 1994 Lost in Love a fait d'eux un groupe de grande renommée sur la scène trance et hardcore. Le site Discogs nous indique que le groupe est apparu sur au moins 165 compilations, majoritairement grâce à ce morceau.

### Lost in Love
| Type   | Nom          | Classement            | Meilleure position |
| ------ | ------------ | --------------------- | ------------------ |
| Simple | Lost in Love | Royaume-Uni UK Top 75 | 42                 |

Lost in Love sort en 1994 chez 3 Lanka. Ce morceau est devenu un classique de la hard trance et de la techno hardcore. Discogs totalise 46 versions différentes du titre, très joué en club.

### Discographie
| Année | Titre                         | Artiste   | Format | Pistes | Durée | Label     |
| ----- | ----------------------------- | --------- | ------ | ------ | ----- | --------- |
| 1993  | End of a Season               | Legend B. | single | 3      |       | 3 Lanka   |
| 1994  | Lost in Love                  | Legend B. | single | 3      |       | 3 Lanka   |
| 1998  | The Spirit                    | Legend B. | single | 2      |       | 3 Lanka   |
| 1998  | Sexuality                     | Legend B. | EP     | 2      |       | 3 Lanka   |
| 2000  | Strinx of Life                | Legend B. | single | 4      |       | 3 Lanka   |
| 2001  | Voyage / Journey              | Legend B. | single | 2      |       | 3 Lanka   |
| 2001  | Strinx of Life / Lost in Love | Legend B. | EP     | 4      |       | N-Vertigo |